# فريلينية هيلمية
فريلينية هيلمية (الاسم العلمي:Freylinia helmei) هي نوع من النباتات تتبع جنس الفريلينية من الفصيلة الغدبية.